# Nitzer Ebb
Nitzer Ebb est un groupe britannique d'electronic body music, originaire de Chelmsford, Essex, en Angleterre. Il est formé en 1982 par Douglas McCarthy, Vaughan Harris et David Gooday. Le groupe s'appelait à l'origine La Comédie de la mort, mais il abandonne rapidement ce nom et choisit celui de Nitzer Ebb en découpant des mots et des lettres et en les arrangeant au hasard pour créer quelque chose de germanique sans utiliser de véritables mots allemands.

## Histoire

### Première période (1982–1986)
Nitzer Ebb se forme à Chelmsford, Essex, Angleterre, en 1982. Dans le milieu des années 1980, Nitzer Ebb est influencé par des sons plus incisifs de la scène électro pop du début mais a aussi distillé des éléments de plusieurs autres genres jusqu'à ce qu'ils créent leurs propres sons identifiables caractérisés par des rythmes puissants. Nitzer Ebb, associé au courant electronic body music, est composé par Douglas McCarthy (chant, synthétiseurs), Vaughan (dit Bon) Harris (synthétiseurs, percussions) et David Gooday (percussions).

### Succès et séparation (1987–1995)
Le premier album That Total Age sort en 1987. Depeche Mode, qui appartient au même label Mute Records, les sollicite pour effectuer la première partie de leur tournée Music for the Masses en 1987.
David Gooday quitte le groupe après la tournée et l'album suivant, 'Belief sort en 1989, produit par Mark Ellis (Flood). Le batteur Julian Beeston participe à leur tournée mondiale et devient dès lors un contributeur régulier du groupe. Toujours en 1989, Nitzer Ebb collabore avec les Allemands de Die Krupps pour réenregistrer le single Wahre Arbeit - Wahrer Lohn de 1981 qui devient The Machineries of Joy.
Le troisième album, Showtime, qui paraît en 1990 est plus accessible avec un son moins industriel. Le single Fun to Be Had, qui contient un remix de George Clinton, est un succès aux États-Unis. Ebbhead, sorti en 1991, encore plus réfléchi et orchestré, est produit par Alan Wilder de Depeche Mode et Flood. Une tournée mondiale les emmène du sud des États-Unis au nord de la Sibérie. Le cinquième album, Big Hit paraît en 1995 et met en avant une plus grande utilisation de véritables instruments, notamment de guitares et de tambours. McCarthy et Harris recrutent un nouveau troisième membre, Jason Payne aux percussions et font appel à John Napier (guitare, percussion) pour les concerts. Big Hit sera le dernier opus du groupe jusqu´à Industrial Complex en 2010.
McCarthy collabore régulièrement avec le projet Recoil d'Alan Wilder et enregistre avec le producteur électronique français Terence Fixmer dans le rôle de Fixmer / McCarthy. Bon Harris, qui a déménagé à Los Angeles, se consacre au rôle de producteur de musique.

### Retour (depuis 2006)

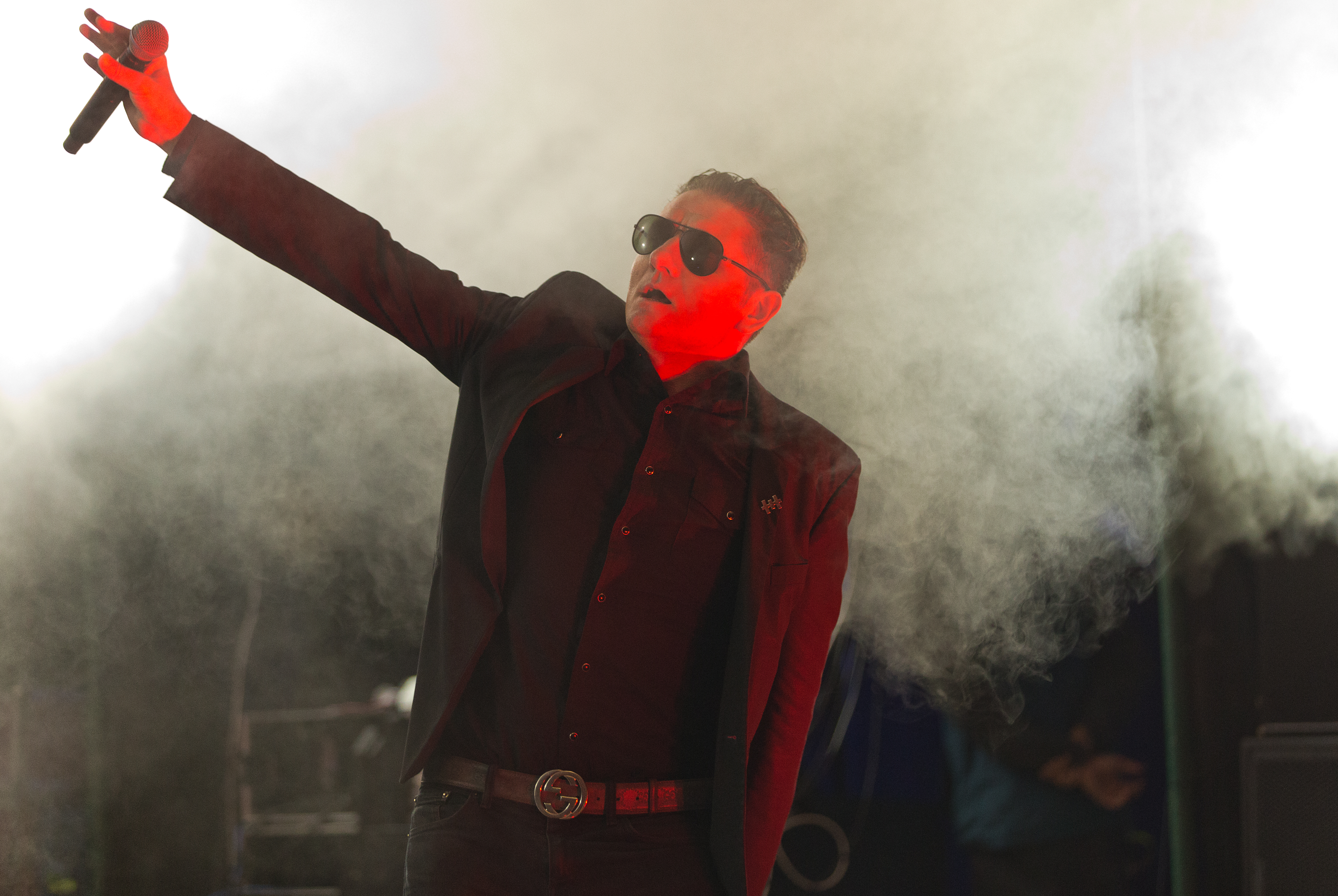
Douglas McCarthy en 2016.

Nitzer Ebb se reforme en 2006, le temps d'une tournée mondiale, puis en 2009 pour la composition de l'album Industrial Complex qui sort en 2010. En 2019, le groupe annonce une tournée nord-américaine incluant les membres originaux du groupe, David Gooday et Simon Granger. En 2021, le groupe poursuit d'autres dates de tournée, notamment en Europe.
Pendant la pandémie de Covid-19, Harris et McCarthy se réunissent pour travailler sur un projet parallèle appelé D-R-A-G. En novembre 2021, McCarthy s'effondre avant un concert à Palm Beach, en Floride, et a dû être hospitalisé. Le groupe souligne que c'était dû à des complications d'une maladie préexistante et que cela n'avait rien à voir avec la Covid-19. Le groupe continue à se produire avec Harris au chant.
Douglas McCarthy, le chanteur principal de Nitzer Ebb, est décédé le 11 juin 2025, des suites d'une longue maladie. Le groupe a partagé la nouvelle sur les réseaux sociaux. McCarthy avait 58 ans.

## Membres

### Membres actuels
- Bon Harris – programmation, synthétiseur, batterie, chant, basse (depuis 1982)
- David Gooday – chant, batterie (1982–1987, depuis 2019)
- Simon Granger – composition, arrangement, artwork (1983–1995, depuis 2019)

### Anciens membres
- Douglas McCarthy – chant, guitare (depuis 1982-2025) (†)
- Duc Nhan Nguyen – batterie (1987–1988)
- Julian Beeston – batterie (1989–1992)
- Jason Payne – batterie (1992–1995, 2007–2019)

### Membres de tournée
- David Lovering – batterie (1994–1995)
- John Napier – guitare, percussions (1995)
- Kourtney Klein – batterie (2006–2007)
- Rona Rougeheart – percussions (depuis 2024)

## Discographie

### Albums studio
- 1983 : Basic Pain Procedure (démo)
- 1987 : That Total Age
- 1989 : Belief
- 1990 : Showtime
- 1991 : Ebbhead
- 1995 : Big Hit
- 2010 : Industrial Complex

### Singles
- 1985 : Isn't It Funny How Your Body Works
- 1985 : Warsaw Ghetto
- 1985 : So Bright, So Strong
- 1986 : Get Clean
- 1986 : Murderous
- 1987 : Let Your Body Learn
- 1987 : Join In The Chant
- 1988 : Control I'm Here
- 1988 : Hearts And Minds
- 1989 : Shame
- 1990 : Lightning Man
- 1990 : Fun To Be Had
- 1990 : Getting Closer
- 1991 : Family Man
- 1991 : I Give To You
- 1991 : Godhead
- 1992 : Ascend
- 1995 : Kick It
- 1995 : I Thought
- 1995 : Cherry Blossom

### EP
- 1991 : As Is
- 2011 : Join in the Rhythm of Machines (avec Die Krupps)

### Compilations
- 1988 : So Bright So Strong
- 2006 : Body of Work - 1984-1997
- 2006 : Body Rework - Remixes
- 2010 : The Catalogue (coffret 5 CD)
- 2010 : The Compilation (coffret 3 CD)
- 2018 : 1982-2010